# Telestar (rete televisiva)
Telestar è stata un'emittente televisiva privata interregionale nata ufficialmente nel 1986, da alcune frequenze non utilizzate di Telecity (canali UHF 21, 42, 55, 63), ma che già trasmetteva dai primi anni ottanta con altri nomi (Telecolor, Canale 10 e Telecity 2). La sua sede si trovava a Castelletto d'Orba, in provincia di Alessandria. Dapprima utilizzata per ritrasmettere i programmi di Telecity, ha assunto successivamente un carattere autonomo.
Il suo nome nell'era digitale, dal 2019 alla chiusura, è stato Telestar 77.

## Storia

### Le origini
Telestar Piemonte nasce come seconda rete di Telecity. Dopo aver ottenuto la concessione dal Ministero delle comunicazioni per operare come emittente comunitaria, si affilia a TivuItalia e rileva in Lombardia le frequenze dell'emittente bresciana Antenna Nord Valsabbia e la storica Trm 2 allargando ulteriormente la propria area di copertura (infatti, oltre che in Piemonte, il segnale arriva anche in Lombardia e in Liguria). Le trasmissioni di Telestar Liguria e Telestar Lombardia partono analogamente. La programmazione è la medesima dell'omonima emittente piemontese. Hanno il via alcune trasmissioni autonome dal palinsesto di Telecity e in sinergia con la sorella Italia 8, come Amichevolmente con voi condotta da Dino Crocco (in onda precedentemente su Italia 8). Un altro personaggio televisivo che conduce su questa rete è Gianfranco Funari.
Negli anni seguenti i canali UHF definitivi su cui trasmette Telestar sono il 63 (in Lombardia e Piemonte) il 66 (ad Alessandria e provincia) e il 41 (in Liguria).

### Il progetto Amica 9
Nel 1994 con Giampiero Ades parte il progetto Amica 9 con il quale si cerca di portare l'emittente ai vertici nazionali. Il segnale di questo canale viene ripetuto da Telestar Piemonte, Telestar Lombardia ed EuroMixer TV in Liguria. Ne avrebbero dovuto far parte anche Rta Tele Antenna (Friuli-Venezia Giulia), Rete 8 VGA (Emilia-Romagna), Tef (Umbria), Tvs Toscana (Toscana), Itv (Marche), Antenna 10 (Abruzzo e Molise), Rete Oro (Lazio), Canale 7 Campania (Campania), Teleregione Color (Puglia), Telespazio 1 e Rete Kalabria (Calabria), Video 3 (Sicilia), e altre televisioni in Basilicata e Sardegna.
Telestar Liguria, invece, inizia a ripetere Amica 8, che in Piemonte e Lombardia viene ripetuta da Italia 8, la terza rete del gruppo Tacchino assente in Liguria. Pertanto Amica 9 viene ripetuta da una televisione non del gruppo: EuroMixer TV (che continuerà successivamente a essere relay di MTV Europe).
Tuttavia il progetto di un circuito analogo a Italia 7 non arriva mai ad attecchire a livello nazionale. 
Italia 7, parte del gruppo Fininvest s.r.l., ha beneficiato di un contributo di partecipazione da sotto-società del medesimo gruppo, nonché della concessionaria di pubblicità di Mediaset S.p.A. Questa interconnessione ha sollevato interrogativi riguardo alla concorrenza leale nel panorama televisivo italiano, poiché tali legami finanziari possono influenzare le dinamiche di mercato e limitare la pluralità dell'informazione e dell'intrattenimento.

Così, Telestar continua a trasmettere solo nelle regioni del nord Italia in cui è nata (Piemonte, Liguria e Lombardia) e in qualche regione del centro Italia (solo per qualche anno) conservando il marchio Amica 9 per quasi dieci anni.
Il palinsesto è caratterizzato da film, telefilm, un telegiornale di informazione regionale (il Tg9 condotto da Diego Bianchi), il varietà Crazy dance e lo show Musica insieme condotto da Dino Crocco.
L'emittente intraprende successivamente una direzione di tipo commerciale con dei contenitori di televendite dai titoli "Shopping con..." e "Amichevolmente con noi..." e di intrattenimento musicale, oltre alla presenza di un telegiornale quotidiano. Le trasmissioni più note sono Paesi in festa, rubrica di costume, tradizioni, feste e canzoni popolari; e Musica insieme di sera, varietà musicale con orchestre e pubblico in studio. Entrambe sono presentate nuovamente da Dino Crocco. Altra trasmissione che porta al centro le sagre di paese, le fiere e gli avvenimenti musicali più interessanti del territorio è Campanili in festa, condotta dal musicista Meo Cavallero.

### Starmarket
Nel 2004 Telestar diventa Starmarket, nome che sottolinea il carattere commerciale del palinsesto occupato da numerose televendite in diretta. Rimangono presenti alcuni spazi con spettacoli musicali e qualche programma di Telecity in replica. In seguito Telestar Lombardia si dedica completamente a contenuti di carattere commerciale, Telestar Piemonte irradia per alcune ore al giorno anche il segnale di Radio Italia TV, mentre Telestar Liguria continua a trasmettere il veterano varietà della rete Musica insieme dagli studi di Castelletto d'Orba (che in Lombardia non viene più trasmesso e in Piemonte è passato su Italia 8). Inoltre, l'intero palinsesto è ricevibile da ora anche sulla frequenza satellitare di Telestar su Sky Italia al numero 861. Tale segnale rimane attivo fino al 2009.

### Telestar - Telemarket
Nel 2007, archiviate le televendite di Starmarket, Telestar inizia a diffondere i programmi di Telemarket dopo che questo canale ha ceduto le sue frequenze nazionali. Sul video, oltre al logo di Telestar, compare lo storico elefantino verde con la scritta "Telemarket". A partire dal dicembre del 2008, dalle ore 1:30 di notte la programmazione notturna di Telemarket viene diffusa in simulcast anche sul circuito nazionale 7 Gold e delle altre emittenti affiliate.

### Il digitale terrestre
Dal 1º luglio 2010 Telestar abbandona sia in Lombardia, che in Piemonte e Liguria, la ritrasmissione di Telemarket, che con l'avvento del digitale terrestre ha acquisito un proprio canale, e inizia a ritrasmettere i programmi di Italia 8 in replica. A questi integra telefilm (The Beverly Hillbillies, Hollywood Beat), telenovelas (Rosa de Lejos, Baila comigo) e il tg locale di Telecity 7 Gold.
Dal 10 gennaio 2010 dalle 15.30 alle 20.00 il canale inizia a trasmettere le televendite di orologeria di Arte 24 (che fin dal 9 gennaio erano trasmesse sul canale satellitare Italia 8 Prestige) condotte da Roberto Montresor & Alessio Pistoia e la rubrica di televendite di oggetti artistici La vetrina dell'arte.

### I nuovi canali digitali
Con il passaggio al digitale intanto si aggiungono nuovi canali al MUX di Telestar:
- Telestar 1, altro non è che Telestar, il numero serve per differenziarla dai nuovi canali. Inizialmente manda in onda le repliche dello show Musica Insieme prodotto da Italia 8 e registrato negli studi di Assago[16], poi lo trasmette in diretta in sinergia con la rete appena citata. Successivamente, con la nascita del canale tematico 7 Gold Musica, si ritrova nel palinsesto solo telenovelas e televendite[17].
- Telestar 2, rete prevalentemente di stampo commerciale.
- Telestar - 7 Gold Plus, trasmette in syndication le trasmissioni nazionali di 7 Gold.
- Telestar - Anime Gold, un canale di cartoni animati giapponesi.

Telestar 1 e Telestar 2 presentano un palinsesto pressoché identico tra loro e che richiama fortemente quello che era Telestar nell'era analogica. I canali vengono soppressi entrambi nel 2012.

### Telestar - Anime Gold
Il 6 marzo 2011, alle ore 13.00, sul mux Telestar iniziano i programmi di Anime Gold.
Anime Gold è stato un canale interregionale prodotto da Telestar e Teleregione in collaborazione con Yamato Video, dedicato all'animazione giapponese anni '70/'80, ed era ricevibile sui relativi mux di Telestar (in Piemonte, Lombardia, Liguria) e TeleRegione (Veneto, Friuli, Emilia-Romagna) principalmente sull'LCN 285; per un periodo, tra novembre 2011 e gennaio 2012, era disponibile anche in Toscana sul mux Toscana TV con LCN 680. Nelle Marche sin dal 2011 venne aggiunto sull'LCN 113 del mux Teleadriatica 7 Gold (poi 7 Gold Marche) un canale identificato "Anime Gold Marche", che però è sempre stato solo un doppione di 7 Gold e poi di Canale 78, ed è rimasto presente per diversi anni.
Anime Gold non era una syndication, ma un canale unico trasmesso da Telestar e Teleregione in interconnessione, e pertanto non erano presenti pubblicità (a parte alcuni promo della Yamato Video) o programmazioni locali. Il canale era attivo solo 12 ore al giorno ed alla fine delle trasmissioni (alla 1.00 di notte) restava sullo schermo solo un cartello con la scritta: "Le trasmissioni riprenderanno alle ore 13.00" (l'unica eccezione avvenne parzialmente negli ultimi mesi di vita, in cui soltanto le ripetizioni marcate Telestar aggiungevano negli orari vuoti alcune televendite e TG locali).
Il canale è stato spento il 26 luglio 2012; dopo la sua chiusura il suo posto è stato occupato dalla versione +1 di Canale 77 fino a quando anche questa è stata soppressa ed in seguito da doppioni di Canale 77.

### Telestar - 7 Gold Plus
Con il passaggio al digitale nasce 7 Gold Plus, sorella minore di 7 Gold che trasmette in syndication sulle frequenze di Telestar (Piemonte, Lombardia), TeleRegione (Veneto, Friuli, Trentino, Emilia-Romagna), Rete 8 Emilia-Romagna, 7 Gold Lazio e 7 Gold Stampa Sud (Sicilia).
Il palinsesto era, di fatto, lo stesso di 7 Gold, ma nelle ore in cui l'ammiraglia trasmette la programmazione locale e le televendite, 7 Gold Plus integrava le trasmissioni con cartoni animati, film e telefilm. La situazione era però temporanea in quanto 7 Gold Plus avrebbe dovuto iniziare ad avere un palinsesto totalmente autonomo da 7 Gold.

### Canale 77
Da dicembre 2011 Telestar cambia il suo nome in Telestar Canale 77, prendendo il nome dal numero del canale con il quale viene ora sintonizzato tramite la funzione LCN, e ritrasmette tutto il giorno le televendite de La Vetrina dell'arte (Galleria d'Arte Château de Monestoy by Publirose S.p.A.) dal 2011 al 2017, sostituendo la programmazione di 7 Gold Plus e decretando così, nei fatti, la morte della seconda rete di 7 Gold su scala nazionale (resterà attiva solo nel Triveneto con programmi locali).
Le televendite di Canale 77 vengono irradiate anche in Veneto, Emilia-Romagna, Friuli Venezia Giulia e Trentino Alto Adige sull'emittente Teleregione allo stesso numero LCN, e nel Lazio (LCN 680) e Sicilia (LCN 77 e 640) su Canale 77 Sud.
Il 2 gennaio 2017 il canale subisce un altro cambio di denominazione, stavolta in Canale 77 in Rosa, e la gestione del canale passa a 7 Gold Sestarete; contemporaneamente alla ridenominazione dell'emittente, la sua programmazione è ora incentrata principalmente sulle telenovelas (gran parte delle quali trasmesse in passato sul defunto canale satellitare Lady Channel), unite a un contenitore di notizie locali al primo mattino, programmi riservati al lotto (Casalotto e LottoNews) e qualche televendita. Dopo nove mesi esatti, dal 2 ottobre successivo tutte le telenovelas vengono rimosse dal palinsesto e l'emittente torna a diffondere una programmazione commerciale. Dal 1º dicembre 2017 al 3 aprile 2018 il canale trasmetteva, in orario serale, le televendite di Cagnola 77, che riguardavano oggetti d'arte, orologi e gioielli. Dal 4 aprile del medesimo anno, l'accordo tra 7 Gold Sestarete (la società editrice del canale) e Cagnola è terminato; pertanto, il progetto Cagnola 77 ha cessato di esistere e al suo posto sono tornate le televendite comuni.
A partire dalla nascita di 77 in Rosa, su alcune posizioni LCN locali (285 in Lombardia e Piemonte, 119 in Liguria) in passato doppioni di Canale 77, è tornato in video un canale autonomo con il solo logo "Telestar", che trasmette televendite a ripetizione. Tali LCN sono tornate a veicolare il segnale di Canale 77 in Rosa da dicembre 2017 e poi quello di Canale 227 (emittente del gruppo Publirose) dal 1º novembre 2018.
Dal 26 giugno 2019, Canale 77 utilizza un nuovo logo "Telestar 77", che nel luglio successivo è stato leggermente modificato.

### Riorganizzazione delle frequenze
In occasione della riduzione delle frequenze dovuta alla liberazione della banda 700 MHz, dal marzo 2022 vengono definitivamente chiusi quasi tutti i canali secondari del gruppo Telecity / Telestar / Italia 8. Restano attivi soltanto tre canali sui nuovi mux locali:
- Telecity, che continua a veicolare in Piemonte, Lombardia e Liguria i programmi di 7 Gold;
- 7+ Channel, successore di Telecity 2 e Telestar Canale 77 e presente in Lombardia e Piemonte, trasmette inizialmente televendite varie e in seguito prevalentemente trasmissioni di lottologia a marchio 269 Italia e Genius 240;
- Canale 117, presente solo in parte della Lombardia, con programmazione affine a quella di 7+ Channel.

Dal 1º giugno 2023 7+ Channel viene chiuso e sostituito dalla nuova emittente Valenza.tv, dedicata quasi interamente alle televendite di gioielli realizzati da artigiani della zona di Valenza (AL), storici inserzionisti di Telecity e dei suoi canali secondari.

## Multiplex Telestar

### Piemonte
Il mux Telestar Piemonte trasmetteva tramite DVB-T in Piemonte esclusivamente sulla frequenza UHF 41.

### Valle d'Aosta
Il mux Telestar Valle d'Aosta trasmetteva tramite DVB-T in Valle d'Aosta esclusivamente sulla frequenza UHF 46. Questo mux è stato rottamato il 17 maggio 2021.

### Liguria
Il mux Telestar Liguria trasmetteva tramite DVB-T in Liguria esclusivamente sulla frequenza UHF 51. È stato spento a fine giugno 2020. 

### Lombardia
Il mux Telestar Lombardia trasmetteva tramite DVB-T in Lombardia esclusivamente sulla frequenza UHF 41.